# Morgoth
Morgoth (МФА: [məˈgɒth]; рус. Моргот)— немецкая дэт-метал-группа, основанная в 1987 году.

## История
Группа была сформирована в 1987 году в городе Мешеде барабанщиком Рудигером Хеннеке и гитаристом Карстеном Оттербахом. Первоначально коллектив назывался Cadaverous Smell и играл грайндкор. После того как к группе присоединился гитарист Харальд Буссе, название было изменено сначала на Minas Morgul (Минас Моргул — крепость из произведений Дж. Р. Р. Толкина), а c приходом вокалиста и басиста Марка Греве — на Morgoth (Моргот — второе имя тёмного властелина Мелькора, персонажа «Сильмариллиона» того же Толкина). В 1988 году группа записала демо Pits of Utumno, которое и помогло ей подписать контракт с только что основанным лейблом Century Media.
В 1989 году Morgoth делают вторую демозапись Resurrection Absurd, которую Century Media в том же году издаёт как EP. После этого релиза группа едет в тур по Германии вместе с командами Pestilence и Autopsy. Сразу по окончании этого тура записывается EP The Eternal Fall, за которым следует второе турне вместе с Demolition Hammer и Obituary. В это время Марк Греве перестаёт играть на бас-гитаре, сосредоточившись на вокале, а басистом становится Себастьян Сварт.
В феврале 1991 года у группы выходит первый полноформатный альбом Cursed, записанный в легендарной Woodhouse Studios в Хагене. В поддержку альбома группа едет в американский тур с Kreator и европейский с Immolation и Massacre. После этого члены группы переезжают в Дортмунд и берут отпуск до 1993 года, когда выходит их второй альбом Odium. В последующих турах группа выступает вместе с такими группами как Paradise Lost, Tankard, Unleashed и Tiamat, однако участники коллектива начинают терять интерес к музыке и заниматься другими проектами.
Тем не менее в 1996 году у группы выходит третий альбом с «говорящим» названием Feel Sorry for the Fanatic, в звучании которого прослеживается влияние индастриала. В поддержку этого диска проходит турне с Die Krupps и Richthofen. Группа прекратила свою деятельность в 1998 году. Греве и Сварт впоследствии переехали в Берлин, где сформировали мелодик-дэт/трэш/металкор команду Action Jackson. Остальные участники группы решили не продолжать музыкальную карьеру.
В настоящее время Morgoth считается одной из наиболее влиятельных групп немецкой олд-скульной дэт-металлической сцены.
В 2010 году группа реформировалась, чтобы участвовать в Death Feast Open Air и сообщила о намерении провести европейский тур «Cursed», посвящённый 20-летию альбома. По его итогам в 2012 году был выпущен концертный DVD Cursed To Live. Группа продолжила активную концертную деятельность, приняв участие в крупных фестивалях 2012 года. Также, по словам музыкантов, обсуждались перспективы записи нового материала.

## Состав
Состав до распада
- Карстен Йегер — вокал (2014–2020)
- Харальд Буссе — гитара (1985–1998, 2010–2020)
- Себастьян Сварт — гитара (2010–2020), бас-гитара (1990–1998)
- Сотириос Келекидис — бас-гитара (2010–2020)
- Марк Рейн — ударные (2011–2020)

Бывшие участники
- Карстен Оттербах — гитара (1985–1998)
- Рудигер Хеннеке — ударные (1985–1998)
- Марк Греве — вокал (1985–1998, 2010–2014), бас-гитара (1985–1990)

Timeline

## Дискография
Студийные альбомы
- Cursed[англ.] (1991)
- Odium[англ.] (1993)
- Feel Sorry for the Fanatic[англ.] (1996)
- Ungod[англ.] (2015)

Мини-альбомы
- Resurrection Absurd (1989)
- The Eternal Fall (1990)

Сплиты
- Power Music Hard Force (1993, сплит с Coroner, Cathedral и Skyclad)
- Violence, Terror & Depravity (1993, сплит с Cro-Mags, Graveyard Rodeo, Only Living Witness[англ.] и Sentenced)

Концертные альбомы
- Cursed to Live (2012)

Сборники
- The Eternal Fall / Resurrection Absurd (1990)
- 1987-1997: The Best of Morgoth (2005)

Демо
- Pits of Utumno (1988)